# TGV Atlantique

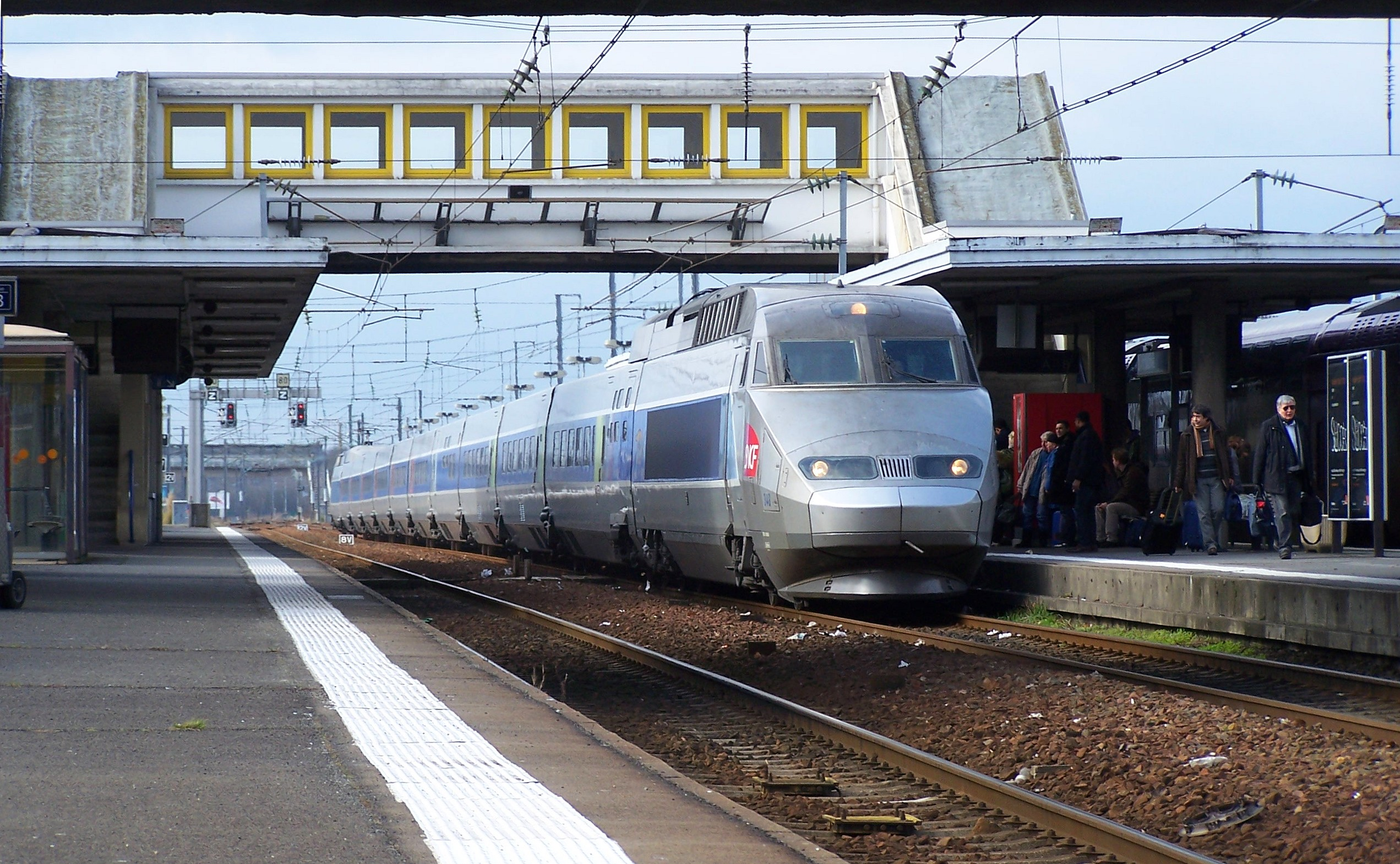
Souprava vlaku TGV Atlantique

TGV Atlantique (TGV-A) jsou dvousystémové soupravy, vyrobené firmou Alstom v letech 1988 až 1992, představující druhou generaci vlaků TGV.
Celkem 105 jednotek (označených 301 až 405) bylo určeno pro dopravu na trati LGV Atlantique. Provoz zahájily v roce 1989. Jsou provozovány s deseti vloženými vozy a jejich kapacita je 485 míst.
Modifikovaná jednotka č. 325 (dvě hnací vozidla a pouze tři vložené vozy (250 t), aerodynamické úpravy, kola s větším průměrem, upravený brzdící účinek) stanovila 18. května 1990 světový rychlostní rekord dosažením rychlosti 515,3 km/h (označováno V140, kde číslo znamená počet m/s). Tento rekord byl překonán jednotkou TGV POS č. 4402, dne 3. dubna 2007, dosažením rychlosti 574,8 km/h.

## Technická data
- Systémy: 25 kV/50 Hz a 1,5 kV =
- Výkon: 8800 kW
- Max. rychlost: 300 km/h
- Délka: 237,5 m
- Šířka: 2,904 m
- Hmotnost: 444 t